# Джон Маршалл Гарлан
Джон Маршалл Гарлан (лат. John Marshall Harlan II; 20 травня 1899 — 29 грудня 1971) — американський юрист, член Верховного Суду США в 1955–1971 роках. Тезко свого діда Джона Маршалла Гарлана, теж судді, який працював у Верховному суді з 1877 по 1911 рр.

## Біографія
Гарлан закінчив Принстонський університет. Продовжував навчання в Бейлліол-коледжі в Оксфорді. Після повернення до США у 1923 році працював в юридичній фірмі «Рут, Кларк, Бакнер і Хауленд», одночасно навчаючись у Юридичній школі Нью-Йорка. Пізніше працював помічником районного прокурора в Південному окрузі Нью-Йорка та спеціальним помічником генерального прокурора Нью-Йорка. У 1954 році Гарлана призначено до Апеляційного суду США у Другому окрузі, а роком пізніше президент Дуайт Ейзенхауер висунув його кандидатуру на пост судді Верховного суду США після смерті судді Роберта Джексона.
Гарлана часто характеризують як представника консервативного крила тогочасного Верховного суду. Він підтримував обмеження ролі судової влади, підкреслюючи, що Верховний суд не повинен розглядатися як «головний притулок для реформаційних рухів». Загалом, Гарлан додержувався прецедентного права і був менш схильний до скасовування законів, ніж інші його колеги по суду. Він рішуче не погоджувався з доктриною інкорпорації, яка стверджувала, що умови федерального Біллю про права стосуються урядів штатів, а не тільки федерального уряду. В той же час, він захищав вільну інтерпретацію пункту про належну правову процедуру у Чотирнадцятій поправці до Конституції США, аргументуючи це тим, що той пункт захищає широку низку прав, які в Конституції точно не зазначені.
Гарлана іноді називають «Великим опозиціонером» Верховного суду тих часів, проте він без сумніву був одним з найвпливовіших суддів в США у XX столітті.
Суддя Гарлан був серйозно хворим, коли 23 вересня 1971 року вийшов у відставку. Через три місяці, 29 грудня 1971 року, він помер від раку хребта. Після відставки Гарлана його місце заступив Вільям Ренквіст, призначений президентом Ніксоном.